# Plaza de San Cristóbal (Alicante)
La plaza de San Cristóbal es una de las plazas más antiguas de Alicante (España), situada en la falda del monte Benacantil. Actúa como la entrada natural al casco histórico de la ciudad desde la Rambla de Méndez Núñez.

## Historia
Originalmente conocida como la plaza de la Puerta de la Huerta de Sueca, este espacio adoptó su nombre actual, plaza de San Cristóbal, a principios del siglo XIX tras la demolición de la muralla que delimitaba la ciudad. 
Históricamente, la plaza estuvo rodeada de tiendas y establecimientos locales que servían a los residentes del barrio y, durante años, albergó la farmacia más antigua de Alicante. En la década de 1970, la plaza fue objeto de una ambiciosa remodelación urbanística que alteró significativamente su configuración histórica. Esta transformación implicó la demolición de varias edificaciones tradicionales para construir un aparcamiento subterráneo de cinco plantas, cubierto por una nueva plaza pública. El proyecto, diseñado por el arquitecto Alfonso Navarro Guzmán, incluyó la construcción de dos edificios de gran altura, uno de ladrillo caravista rojo y otro de aluminio rosáceo. La plaza fue recubierta con mármol rojo Alicante, aunque este material no resultó adecuado para el tránsito peatonal, lo que llevó a su deterioro en poco tiempo.
Hoy en día, la plaza de San Cristóbal es un punto clave en la vida nocturna de la ciudad, rodeada de bares, pubs y locales de tapas. Además, ha conservado elementos significativos de su pasado, como la fuente histórica que fue restaurada y reinstalada en su ubicación original tras la remodelación.